# Болочанка
Болочанка — річка в Білорусі у Червенському й Пуховецькому районах Мінської області. Ліва притока річки Свіслочі (басейн Дніпра).

## Опис
Довжина річки 36 км, похил річки 0,4 м/км, площа басейну водозбору 418 км², середньорічний стік 2,6 м³/с. Формується притоками та безіменними струмками.

## Розташування
Бере початок за 2 км на південно-західній стороні від села Кобзевічи. Тече переважно на південний захід і за 2 км на південно-західній стороні від села Болочанка впадає в річку Свіслоч, праву притоку річки Березини.